# 改性大豆磷脂
改性大豆磷脂是一種用在飼料中的食品添加物及乳化劑，由濃縮的大豆磷脂經化學處理而成，其親水性及乳化特性較大豆磷脂要好，也可作為抗氧化劑及營養助劑使用。